# Jens Oettrich
Jens Oettrich  (* 6. März 1968 in Steinfurt) ist ein deutscher Musiker, Songwriter und Filmkomponist. Er lebt und arbeitet in Berlin.

## Leben
Während der Schulzeit spielte Jens Oettrich in der Band Silent Amaze, mit der er 1985 einen Nachwuchswettbewerb in Steinfurt gewann und 1986 in Steffi Stephans Studio das erste Album aufnahm. 1990 begann er in Münster das Studium der Musikwissenschaften an der Westfälischen Wilhelms-Universität. Ab 1992 machte er eine kaufmännische Ausbildung in dem Plattenladen Das Ohr (Echogewinner 1992) und arbeitete ab 1993 in den „Principal Studios“ in Münster, wo er unter anderem mit Wolfgang Proppe und Vincent Sorg (Erdmöbel, Musikkollektiv Eigelstein), zusammenarbeitete.
1994 gründet er mit Oliver Froning alias „DJ Raw“ das Elektronik-Projekt Dune, für das er eine Reihe von Charthits schrieb und produzierte. Das erste Album Dune wurde von Tim Renner bei Motor Music in Hamburg veröffentlicht. Die ausgekoppelten Singles Hardcore Vibes und Can't Stop Raving erreichten jeweils Goldstatus in Deutschland. In den Londoner Abbey Road Studios nahm Jens Oettrich 1996 zusammen mit seinen Bandkollegen sowie mit Will Malone und Gavin Wright das Album Forever auf, das 1997 Goldstatus (450.000 verkaufte Tonträger) erreichte. Die dazugehörige Single Who Wants to Live Forever erreicht Platinstatus (über 500.000 verkaufte Tonträger).
2000 und 2001 arbeitete er in New York und schrieb und produzierte für US-Künstler, u. a. Crystal Waters (Gypsy Woman).
Seit 2002 lebt er in Berlin und arbeitet als freier Komponist, Musiker und Produzent für Künstler wie Diane Weigmann, Nachlader, Rich and Kool oder MitteKill.
Seit 2006 komponiert er Filmmusik, für die 2. Staffel der ARD-Reihen Die Stein und Heiter bis tödlich sowie für die RTL-Serien Doc meets Dorf (2013), Der Knastarzt (2014) und Männer! – Alles auf Anfang (2014). 2015 schuf er u. a. die Musik für Disneys Binny und der Geist sowie für die VOX-Serie Club der roten Bänder, die für den Deutschen Fernsehpreis 2016 u. a. in der Kategorie „Beste Musik“ nominiert wurde. Die Musik der ZDF-Serie Professor T. (2017–2020) und die der VOX-Serie „Tonis Welt“ (2021) schrieb Oettrich ebenfalls.